# Landweer (vestingwerk)

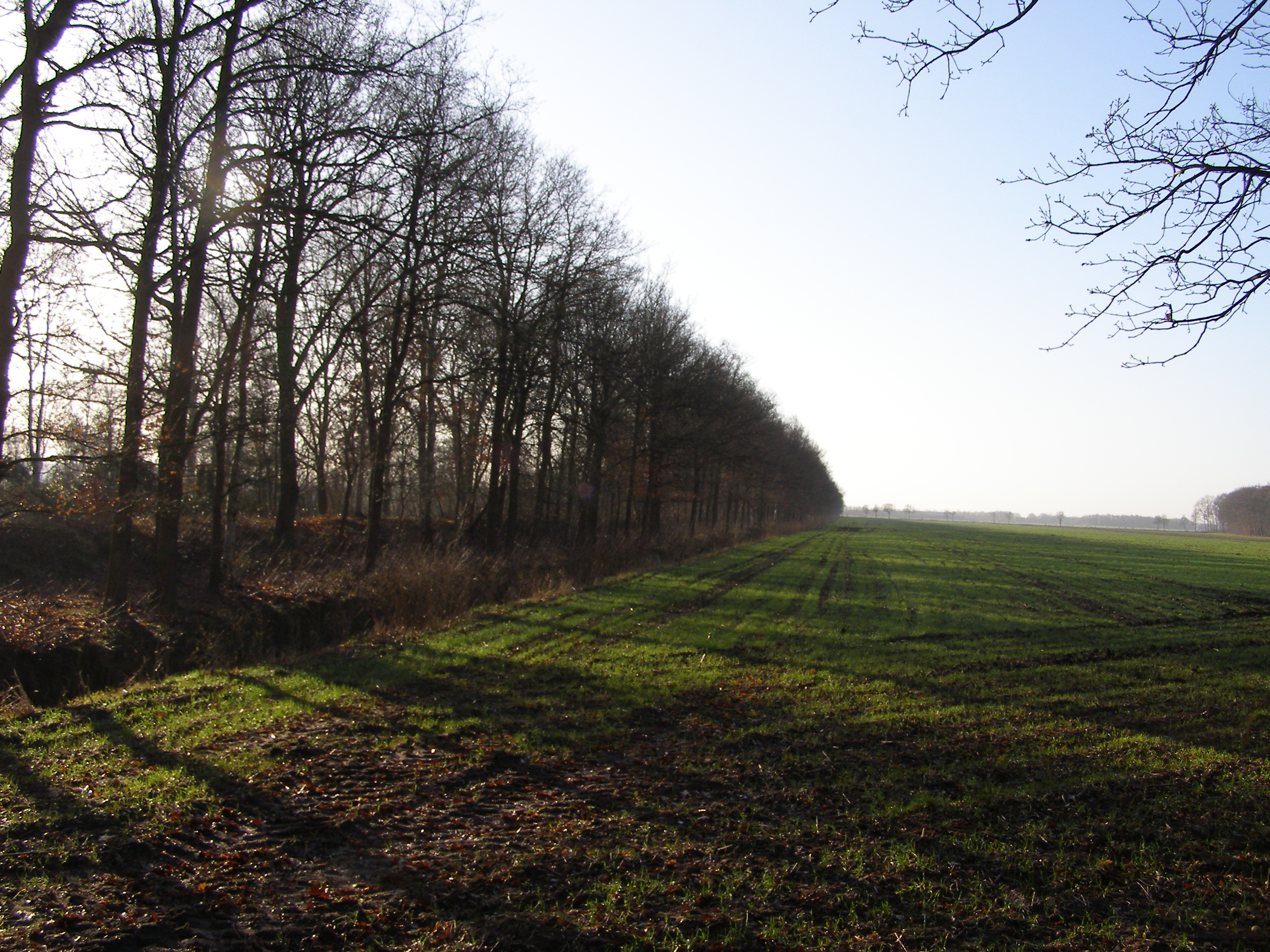
De landweer te Allardsoog op de grens van Friesland en Drenthe

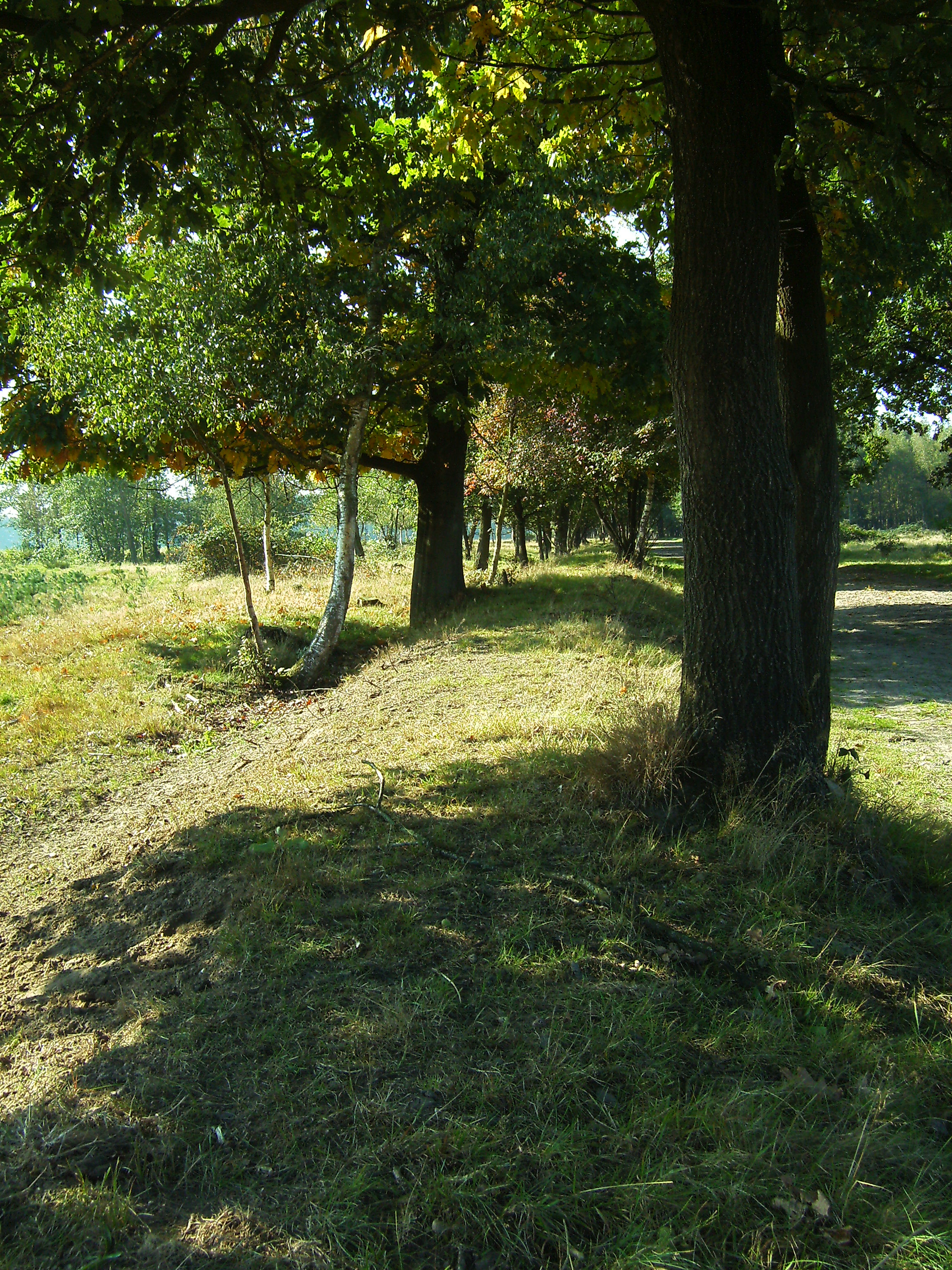
Overblijfsel van een landweer ten zuiden van Rijssen

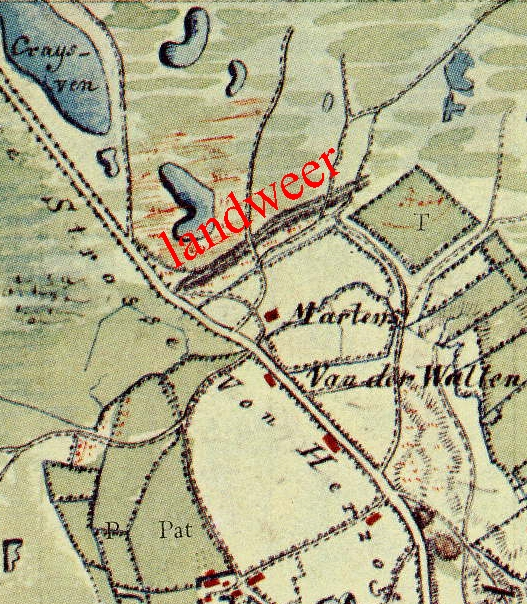
Oude kaart met de Liesselse landweer

Een landweer of landgraaf is een lijnvormige doorgaande aarden grenswal of diepe sloot met vaak een doornenhaag. De uitvoering is afhankelijk van het doel en de terreingesteldheid. Bij de doorgangen was dikwijls een tol en waren extra verdedigingswerken aangelegd. Een landweer diende ter bescherming van een landstreek of stadsgebied tegen vijandige invloeden van buiten.

## Ligging
Landweren zijn vaak kilometers lange verdedigingswerken, die vooral werden aangelegd in de 14e en 15e eeuw. Een landweer bestaat in hogere gebieden uit een enkele of dubbele aarden wal en in waterrijke streken uit een of twee grachten of greppels. Soms is er een combinatie van deze elementen. Bij de aanleg werd zoveel als mogelijk gebruikgemaakt van al in het landschap aanwezige elementen als zandruggen, beken, moerassen enzovoort. De wal of de oever van een landweer werd beplant met dicht struikgewas, vooral stekelige soorten als meidoorn en sleedoorn. Soms was er een palissadering. Dit maakte van een landweer een moeilijk te nemen hindernis.
Een landweer had maar een beperkt aantal doorgangen, afgesloten met een slagboom. Ter bewaking was er soms een versterking in de vorm van een wachttoren of heuvel, een schans of zelfs een kasteel. Behalve als bescherming in tijden van onrust kon een landweer dienen als veekering, tollinie of waterweg. Soms zijn aan weerszijden van een wal drie of vier rijen kuiltjes gegraven van een spa breed en ca. 40 cm diep. Ze moesten het beklimmen er van moeilijk maken.

## Resten
Voor de Nederlandse landweren geldt dat ze volgens gegevens uit de archieven vooral in de veertiende eeuw zijn aangelegd. In Duitsland werden ze ook al in de dertiende eeuw opgeworpen.
Grote delen van de landweren zijn in de afgelopen honderden jaren geëgaliseerd om de grond te kunnen gebruiken voor landbouw of bebouwing. De nog bestaande bevinden zich hoofdzakelijk in beboste gebieden. Zo komen ze nog veel voor in het oosten van België. In Nederland zijn resten van landweren en grenswallen te vinden in Limburg, Oost-Gelderland, Overijssel en Het Gooi. In de kuststreken zijn waarschijnlijk nooit dergelijke keringen geweest; door het overvloedig aanwezige water en moeras waren ze vanzelf al moeilijk toegankelijk.
De gemeente Landgraaf dankt haar naam aan een kilometers lange aarden wal die deels op het grondgebied van de gemeente gelegen is. De omwalling bestond hier uit een dubbele omwalling van ongeveer twee meter hoog met daartussen een greppel van zo’n anderhalve meter diep.
De nog bestaande resten van landweren zijn in het terrein meestal moeilijk te onderscheiden van andere landschapselementen. De loop is vaak nog het beste te reconstrueren met behulp van historische archieven en oude topografische kaarten. Veldnamen als slaghekke, runneboom, wacht, lanwer en landert wijzen op de vroegere aanwezigheid van een versperring.

## Landweren in Nederland
In 2007 is onderzoek gepubliceerd over de situering van landweren in de gebieden die deel uitmaken van Nederland.
Enkele plaatsen waar zich landweren bevonden:
- Landweer op de grens tussen Friesland en Drenthe bij Bakkeveen/Allardsoog
- Overijsselse landweer tussen Gelre en Oversticht:
  - Sallandse landweer
  - Twentse landweer
- Deventer stadslandweer
- Beuninger landweer bij Losser
- Hetter landweer bij Netterden
- Snelle Loop, een waterloop en landweer tussen  Laarbeek en Gemert-Bakel
- Lankerd tussen Neer en Kessel
- Landweer Venlo
- De Wolfsgraaf rond Swalmen
- Berendonk tussen Swalmen en Elmpt
- Wallen van Stein
- De Landgraaf van Schinveld via Brunssum naar Landgraaf:
  - in Brunssum: Landweer Schutterspark
  - in Heerlen/Landgraaf: Landgraaf Brunssummerheide - Nieuwenhagen
- Op de Vaalserberg: een landweer van de stad Aken.